# Attilio Boldori
Attilio Boldori (Due Miglia, 4 agosto 1883 – Cremona, 11 dicembre 1921) è stato un politico italiano.

## Biografia
Di origini umili, Boldori dovette lasciare presto la scuola per dare il suo contributo al sostentamento della famiglia. Dopo i primi anni da manovale, iniziò il lavoro di tipografo presso la cooperativa "Società tipografica cremonese", divenendone presidente poco più che ventenne. Le elezioni politiche italiane del 1913 videro la netta sconfitta del socialismo riformista cremonese, e la segreteria nazionale socialista ne commissariò la dirigenza; nel marzo 1919 pilotò il congresso in modo da consegnare la segreteria provinciale agli elementi massimalisti; tra i nuovi ingressi vi fu anche Boldori che, di idee socialiste fin da ragazzo, nel 1914 era già stato eletto consigliere comunale e poi sindaco di Due Miglia, comune ora accorpato alla città di Cremona. La precedente dirigenza, composta dal professore Alessandro Groppali e dal pastore metodista Paolo Pantaleo, diede vita a circoli socialisti autonomi, che nelle elezioni suppletive del 28 giugno 1914 riuscirono a far comunque eleggere il riformista Alfredo Bertesi nel collegio di Pescarolo. Con lo scoppio della guerra tutto il gruppo socialista autonomo, in contrasto con i socialisti ufficiali, che erano neutralisti, si schierò con gli interventisti. Con l'espulsione di Mussolini dal Partito Socialista Italiano il gruppo autonomo socialista iniziò a condividerne diverse posizioni.
Partito per la prima guerra mondiale, Boldori fu gravemente ferito; tornò a casa invalido. Al termine del conflitto riprese il lavoro e l'attività politica, risultando eletto come consigliere della provincia di Cremona, consesso nel quale ricoprì la carica di vice presidente. Nel 1919 fondò la Federazione provinciale delle cooperative cremonesi, allo scopo di raggruppare e tutelare le molte cooperative di consumo, di produzione e agricole, costituitesi nella provincia di Cremona durante i 30 anni precedenti. In quei mesi furono particolarmente pesanti gli scontri tra i socialisti e le neonate formazioni fasciste. Il 5 settembre 1920, al teatro Politeama Verdi di Cremona, Mussolini indisse il congresso regionale dei Fasci di combattimento, come segno di apprezzamento per l'attività svolta da Farinacci. Alla manifestazione partecipò lo stesso Mussolini, che giunse in città dopo un viaggio avventuroso, dovendo eludere i picchetti degli scioperanti. Sempre il 5 settembre, a Cremona, vi fu una manifestazione pro-Russia con tremila socialisti e una contro-manifestazione con 800 fascisti; i manifestanti giunsero allo scontro. La sera del 6 settembre, in piazza Roma, si verificò uno scontro armato, durante il quale si registrarono due morti: il fascista Vittorio Podestà e il reduce Luciano Priori (cinque i feriti). Secondo la Questura, l'aggressione "era da imputare agli affiliati del Psi" e Farinacci avrebbe dovuto essere il bersaglio. Farinacci e Sigfrido Priori, fratello dell'ucciso, furono trattenuti in stato di arresto per alcuni giorni; nei giorni seguenti vennero arrestati esponenti socialisti. Ai funerali di Vittorio Podestà e Luciano Priori parteciparono circa 10.000 persone. Tra i feriti vi fu Boldori, colpito al braccio da una pallottola.
L'11 dicembre 1921 l'automobile sulla quale viaggiava Boldori con altri compagni di partito rimase in panne nelle campagne cremonesi del comune di Casalbuttano ed Uniti; furono intercettati da una ventina di manganellatori fascisti. Gli occupanti del veicolo tentarono la fuga, ma Boldori venne raggiunto a Cascina Marasca, nella frazione di San Vito, e pesantemente bastonato. Trasportato già agonizzante all'ospedale di Cremona, spirò lo stesso giorno, lasciando la moglie e due figli in tenera età. Il gruppo di squadristi venne poi fermato dai carabinieri; interrogati circa l'autore dell'omicidio, si fece avanti un ragazzo, che dichiarò orgogliosamente: «Sono io, Giorgio Passani, studente di 16 anni». La notizia dell'assassinio di Boldori creò notevole clamore sulla stampa nazionale, con interrogazioni al parlamento e forti proteste, tra le quali si levò quella dell'amico e compagno Enrico Dugoni. La figura di Boldori era particolarmente amata dai concittadini; nonostante l'ostilità del fascismo locale, ben organizzato e forte del deputato Roberto Farinacci, ai funerali parteciparono oltre 20.000 persone.

## Monumenti
A più di vent'anni di distanza, dopo la fine della seconda guerra mondiale, in memoria di Attilio Boldori venne eretto un monumento nel cimitero di Cremona; gli fu dedicata anche una via nel centro cittadino. Nel dicembre 2007 è stata scoperta sulla facciata dell'ex municipio di Duemiglia una lapide a ricordo di Attilio Boldori. Nel comune di Casalbuttano ed Uniti, in località cascina Traballino, una lapide ricorda l'aggressione fatale di Boldori.